# Perusia aurata
Perusia aurata är en fjärilsart som beskrevs av Paul Dognin 1913. Perusia aurata ingår i släktet Perusia och familjen mätare. Inga underarter finns listade i Catalogue of Life.